# Ariomphalus varicatus
Ariomphalus varicatus is een uitgestorven slakkensoort uit de familie van de Valvatidae. De wetenschappelijke naam van de soort werd voor het eerst geldig gepubliceerd in 1886 door Tausch.